# Lenin i 1918
Lenin i 1918 (russisk: Ленин в 1918 году) er en sovjetisk film fra 1939 af Mikhail Romm.

## Medvirkende
- Boris Sjjukin som Vladimir Lenin
- Mikhail Gelovani som Josef Stalin
- Nikolaj Bogoljubov som Kliment Vorosjilov
- Nikolaj Tjerkasov som Maksim Gorkij
- Vasilij Markov som Feliks Dsjersjinskij